# Душек за воду
Душек за воду је предмет на надувавање, намењен плутању и одмору на води. Популаран је као реквизит за плажу, море, базен или језеро, користи се у рекреативне сврхе и долази у различитим облицима, величинама и са разним додатним функцијама.

## Историја
Душеци за воду појавили су се током 1940-их и 1950-их година, када су почели да се производе од гуме и најлона. Први модели били су једноставног правоугаоног облика и ограничене функционалности. Са порастом популарности летњег одмора и рекреације на отвореном, душек за воду је постао незаменљив додатак на плажама. Током деценија, дошло је до значајног унапређења у дизајну, комфору и квалитету материјала, при чему су савремени душеци направљени од издржљивих и водоотпорних материјала као што су ПВЦ и винил.

### Врсте
Постоји више врста душека за воду:
- Стандардни душеци – правоугаони, надувавајући, идеални за плутање и сунчање.
- Душеци са додатним функцијама – имају уграђене јастуке, држаче за пиће, па чак и прозирне панеле.
- Тематски душеци – облика животиња, воћа и слично, популарни и међу децом и међу одраслима.
- Вишекориснички душеци – дизајнирани за више особа, често са наслонима и удубљењима за ноге.

### Материјали
Најчешће се користе ПВЦ (поливинил хлорид) и винил, материјали отпорни на УВ зрачење, хлор и со. Квалитетнији модели имају вишеслојну структуру ради боље издржљивости. Неки душеци имају могућност лаке поправке, а најбољи се испоручују са сетовима за крпљење.

## Еколошки прихватљиви модели
У складу са глобалном еколошком свешћу, све више брендова нуди душеке направљене од рециклираних материјала и уз примену еколошки одрживих метода производње. Користе се ПВЦ из рециклираних флаша и природни материјали попут памука и каучука, мада су они мање отпорни.

## Употреба и практичност
Душек за воду се може користити у мору, језеру, базену или као лежаљка на обали. Напумпава се ручном или електричном пумпом, а када се издува, лако се транспортује. Погодан је за сунчање, одмор, игру и чак као лежај у природи. Душеци са више ваздушних комора пружају бољу стабилност на води. Душеци за воду се обично састоје од неколико комора на надувавање које се помоћу вентила могу напунити ваздухом. Предност овакве конструкције је у томе што, у случају цурења у једној комори, остале коморе настављају да задржавају ваздух, што спречава моментално потпуно испуштање душеци. Поред тога, оваква подела омогућава и подешавање притиска у различитим деловима, што кориснику пружа могућност да прилагоди тврдоћу душека сопственим потребама.

### Одржавање
Након сваке употребе препоручује се испирање слатком водом и сушење на ваздуху. Душек треба чувати на сувом, тамном месту, ван домашаја оштрих предмета. За чишћење је довољан благи сапун.

## Како одабрати душек
При избору душека треба узети у обзир:
- Намена (сунчање, плутање, игра)
- Број корисника
- Материјал
- Додатне функције (држачи за чаше, наслони)
- Безбедносне карактеристике, посебно код дечијих модела

Међу најпознатијим брендовима су Intex, Bestway и Sevylor. Популарни модели су Intex "King Kool Lounge", Bestway "CoolerZ X3 Triple Island" и Sevylor "Monarch".

## Безбедност
Важно је поштовати препоруке произвођача о носивости и надувавању. Деца никада не би требало да користе душек без надзора. У случају таласа, ветра или јаких струја, препоручује се избегавање коришћења душека. Безбедносне коморе и дршке могу допринети сигурнијем коришћењу.